# Cantone di Valgorge
Il Cantone di Valgorge era un cantone francese dell'arrondissement di Largentière.
A seguito della riforma approvata con decreto del 13 febbraio 2014, che ha avuto attuazione dopo le elezioni dipartimentali del 2015, è stato soppresso.

## Composizione
Comprendeva i comuni di:
- Beaumont
- Dompnac
- Laboule
- Loubaresse
- Montselgues
- Saint-Mélany
- Valgorge